# Gornji Ceklin
Gornji Ceklin (cyr. Горњи Цеклин) – wieś w Czarnogórze, w gminie Cetynia. W 2011 roku liczyła 22 mieszkańców.